# Richmond Tachie
Richmond Tachie (Berlin, 21 april 1999) is een Duitse voetballer die doorgaans als centrumspits speelt. In 2019 maakte hij bij Victoria Köln in de 3. Liga zijn debuut in het betaalde voetbal. Sinds juli 2023 staat hij onder contract bij 1. FC Kaiserslautern.  

## Clubloopbaan

### Jeugd
Tachie begon zijn voetbalcarrière bij Tennis Borussia Berlin en maakte in 2013, op 14-jarige leeftijd, de overstap naar de jeugdopleiding van VfL Wolfsburg. In het seizoen 2015/16 promoveerde hij naar de bovenbouw en kwam hij uit voor de onder-17. Op 22 augustus maakte hij zijn debuut in deze leeftijdscategorie tijdens een met 0–4 gewonnen uitwedstrijd tegen Carl Zeiss Jena. Hij opende in de 11e minuut de score en maakte daarmee direct zijn eerste doelpunt. Met dertien doelpunten had Tachie een belangrijk aandeel in het kampioenschap van Wolfsburg in de Regionalliga Nord/Nordost. In de strijd om het landelijke kampioenschap reikte hij met zijn ploeg tot de halve finale, waarin Bayer Leverkusen over twee wedstrijden te sterk bleek. Tachie speelde beide wedstrijden mee.  
In het seizoen 2016/17 stroomde Tachie door naar de onder-19 van VfL Wolfsburg. Net als bij de onder-17 luisterde hij zijn debuut op 13 augustus 2016 op met een doelpunt: in de met 2–0 gewonnen thuiswedstrijd tegen de leeftijdsgenoten van Hannover 96 opende hij in de 14e minuut de score. Wolfsburg werd opnieuw kampioen van de Regionalliga Nord/Nordost, maar strandde ditmaal in de halve finale van het landelijke kampioenschap. Over twee duels bleek Borussia Dortmund te sterk. In de heenwedstrijd, die met 2–3 werd verloren, was Tachie een van de doelpuntenmakers. In zijn tweede seizoen bij de A-junioren (2017/18) maakte hij indruk met zestien doelpunten. Opvallend waren zijn vijf treffers tegen RB Leipzig -19  en vier tegen VfL Osnabrück -19. Zijn laatste optreden in de jeugd maakte hij op 5 mei 2018 tegen 1. FC Union Berlin. 

### VfL Wolfsburg II
Op 5 augustus 2018 maakte Tachie zijn debuut in het seniorenvoetbal tijdens de uitwedstrijd tegen het tweede elftal van Holstein Kiel. Trainer Rüdiger Ziehl bracht hem in de rust binnen de lijnen als vervanger van Julian Justvan. Twee weken later, op 18 augustus, scoorde hij zijn eerste doelpunt bij de senioren. In de met 4–1 gewonnen thuiswedstrijd tegen Eintracht Norderstedt zette hij zijn ploeg in de 33e minuut op 1-0 voorsprong na een assist van Daniel Hanslik. Tot aan een kuitbeenbreuk in november was Tachie een vaste waarde in de basis. Hij maakte pas op 14 april zijn rentree, in de uitwedstrijd tegen Lupo Martini. Ondanks zijn blessure leverde hij met negen doelpunten een belangrijke bijdrage aan het kampioenschap in de Regionalliga Nord. In de promotieplay-offs naar de 3. Liga kwam hij niet in actie; het tweede elftal van Bayern München bleek in beide wedstrijden te sterk. Kort na de start van het seizoen 2019/20 maakte Tachie de overstap naar het in de 3. Liga uitkomende Victoria Köln.

### Viktoria Köln
Medio augustus 2019 tekende Tachie een contract met onbekende looptijd bij Viktoria Köln. Door zijn late komst miste hij een groot deel van de voorbereiding. Op 24 augustus maakte hij zijn debuut voor de club uit Keulen, tijdens de uitwedstrijd tegen SG Sonnenhof Großaspach. Trainer Pavel Dotchev bracht hem in de 84e minuut als wisselspeler in, ter vervanging van concurrent Kevin Holzweiler.  Het lukte Tachie niet om Holzweiler uit het team te verdringen, waardoor hij in het seizoen 2019/20 slechts vier wedstrijden speelde. In totaal kwam hij tot 137 speelminuten en scoorde hij zijn eerste en enige doelpunt voor Viktoria Köln in de met 1–5 verloren thuiswedstrijd tegen Hansa Rostock. In de 87e minuut maakte hij, na een assist van Patrick Koronkiewicz de 1-4. Aan het einde van het seizoen besloot hij de club te verlaten om elders, bij Borussia Dortmund, voor zijn kansen te gaan.

### Borussia Dortmund II
In juli 2020 maakte Borussia Dortmund bekend dat Tachie een driejarig contract had getekend en dat hij aan zou sluiten bij het tweede elftal. Tijdens de voorbereiding trainde hij echter mee met de eerste selectie en maakte daar een goede indruk. Uiteindelijk kwam hij toch in het tweede elftal terecht, waar hij op 5 september onder trainer Enrico Maaßen zijn basisdebuut maakte tijdens de uitwedstrijd tegen Alemannia Aachen. Een week later, in zijn tweede wedstrijd, scoorde hij zijn eerste doelpunt voor Dortmund. In het met 2-1 gewonnen thuisduel tegen 1. FC Köln II bracht hij zijn ploeg in de 43e minuut met een doelpunt na een voorzet van Florian Krebs op gelijke hoogte: 1-1. Dankzij 11 doelpunten en 10 assists van zijn hand had Tachie een belangrijke bijdrage in het kampioen van de Regionalliga West, wat promotie naar de 3. Liga opleverde.
In zijn tweede seizoen (2021/22) behield hij zijn basisplaats en hielp hij Dortmund zich makkelijk te handhaven op het derde Duitse niveau. Op 11 december kreeg hij zijn eerste rode kaart in zijn carrière. In de thuiswedstrijd tegen 1860 München werd hij door scheidsrechter Nico Fuchs in de 88e minuut van het veld gestuurd vanwege een grove overtreding. Met zes doelpunten en acht assists trok hij de aandacht van SC Paderborn 07, waar hij vervolgens de overstap maakte naar de  2. Bundesliga.

### SC Paderborn 07
In april 2022 tekende Tachie een contract voor twee jaar, waarmee hij zich voor het seizoen 2022/23 aansloot bij SC Paderborn 07. Op 17 juli maakte hij zijn debuut in de thuiswedstrijd tegen Karlsruher SC, toen trainer Lukas Kwasniok hem in de 79e minuut inbracht als vervanger van Sirlord Conteh. Het lukte hem echter niet om een vaste basisplaats af te dwingen; hij startte slechts twee keer in de basis en kwam daarnaast zeventien keer als invaller binnen de lijnen. Tijdens de eerste ronde van de DFB-Pokal tegen de amateurs van FCE Wernigerode maakte hij zijn enige doelpunt van het seizoen. In het met 0-10 gewonnen uitduel scoorde hij na zijn invalbeurt in de 67e minuut het negende doelpunt. Door de beperkte speeltijd koos hij er, ondanks een doorlopend contract, aan het einde van het seizoen voor om over te stappen naar 1. FC Kaiserslautern, eveneens uitkomend in de 2. Bundesliga.

### 1. FC Kaiserslautern
In de zomer van 2023 werd bekend dat Tachie een contract had getekend bij 1. FC Kaiserslautern. Hij werd aangetrokken om de aanvalslinie, naast Terrence Boyd, van meer variatie te voorzien. Zijn officiële debuut volgde op 13 augustus in de eerste ronde van de DFB-Pokal tegen  Rot-Weiß Koblenz, waarin hij in de rust inviel voor Philipp Hercher. Enkele dagen later stond hij voor het eerst in de basis tijdens het competitieduel met SV Elversberg. Op 2 september, in de vijfde speelronde, scoorde Tachie zijn eerste doelpunt voor Kaiserslautern. In het met 3–1 gewonnen thuisduel tegen 1. FC Nürnberg opende hij in de 19e minuut de score. Na een goede seizoensstart zakte de ploeg echter ver weg op de ranglijst en belandde in de degradatiezone. Door de tegenvallende resultaten werd trainer Dirk Schuster vervangen door Dimitrios Grammozis, die op zijn beurt in februari plaats moest maken voor Friedhelm Funkel. Die laatste trainerswissel pakte voor Tachie ongunstig uit: hij verloor zijn basisplaats en kwam vaker op de bank terecht. Funkel wist de club uiteindelijk te behouden voor degradatie in het seizoen 2023/24. In de DFB-Pokal kende Kaiserslautern dat seizoen een opvallend succesvolle campagne: de ploeg bereikte de finale. Tachie had daarin een belangrijk aandeel met doelpunten tegen  1. FC Köln (2e ronde), 1. FC Nürnberg (achtste finale) en Hertha BSC (kwartfinale). In de finale in het Olympiastadion te Berlijn ging Kaiserslautern met 0–1 onderuit tegen Bayer Leverkusen. Tachie viel in en speelde zestien minuten mee.
In aanloop naar het seizoen 2024/25 werd Markus Anfang aangesteld als nieuwe trainer. Tachie begon nog in de basis, maar raakte na verloop van tijd zijn plek kwijt aan Ragnar Ache en Daniel Hanslik. In de winterstop besloot hij, op zoek naar meer speeltijd, om zich te laten verhuren aan Eintracht Braunschweig, actief op hetzelfde niveau. In de periode dat hij verhuurd was, vond er een trainerswissel plaats bij 1. FC Kaiserslautern: Markus Anfang werd vervangen door Torsten Lieberknecht.

#### Verhuur aan Eintracht Braunschweig
Vlak voor het sluiten van de winterse transferwindow werd bekend dat Tachie zonder optie tot koop voor de rest van het seizoen 2024/25 werd verhuurd aan Eintracht Braunschweig. Op 9 februari maakte hij zijn basisdebuut voor de in degradatienood verkerende club tijdens de uitwedstrijd tegen Karlsruher SC. In het met 0–2 gewonnen duel stond hij 56 minuten op het veld, waarna trainer Daniel Scherning hem wisselde voor Rayan Philippe. De rest van het seizoen kon hij rekenen op een basisplaats. Op 30 maart maakte hij zijn eerste doelpunt, in de uitwedstrijd tegen Preußen Münster. Na een assist van Sebastian Polter zette hij zijn ploeg al in de eerste minuut (8 seconden) op een 0–1 voorsprong. Een week later was hij opnieuw belangrijk, ditmaal in het met 3–2 gewonnen thuisduel tegen SC Paderborn 07: na een 0–1 achterstand scoorde hij de gelijkmaker in de 44e minuut en gaf in de 71e minuut de assist op Rayan Philippe, die de 2–2 maakte. Het bleef bij deze twee doelpunten. Braunschweig eindigde als zestiende en moest daardoor play-offwedstrijden spelen tegen 1. FC Saarbrücken. Vlak voor het eerste duel werd trainer Scherning ontslagen en opgevolgd door Marc Pfitzner. In de met 0–2 gewonnen heenwedstrijd in Saarbrücken bleef Tachie aanvankelijk op de bank; hij viel vijf minuten voor tijd in. In de return kwam Saarbrücken in de reguliere speeltijd op 2–0, waarna verlenging volgde. Daarin scoorde Braunschweig tweemaal en stelde zo handhaving in de 2. Bundesliga veilig. Ook in die wedstrijd begon Tachie op de bank; hij werd in de 76e minuut ingebracht. Het was zijn laatste optreden voordat hij terugkeerde naar 1. FC Kaiserslautern.

## Clubstatistieken
| Seizoen                        | Club                     | Competitie        | Competitie | Competitie | Beker | Beker | Internationaal | Internationaal | Overig | Overig | Totaal | Totaal |
| Seizoen                        | Club                     | Competitie        | Wed.       | Dlp.       | Wed.  | Dlp.  | Wed.           | Dlp.           | Wed.   | Dlp.   | Wed.   | Dlp.   |
| ------------------------------ | ------------------------ | ----------------- | ---------- | ---------- | ----- | ----- | -------------- | -------------- | ------ | ------ | ------ | ------ |
| 2018/19                        | VfL Wolfsburg II         | Regionalliga Nord | 19         | 9          | –     | –     | –              | –              | –      | –      | 19     | 9      |
| 2019/20                        | VfL Wolfsburg II         | Regionalliga Nord | 3          | 0          | –     | –     | –              | –              | –      | –      | 3      | 0      |
| 2019/20                        | Viktoria Köln            | 3. Liga           | 4          | 1          | 1 *   | 0     | –              | –              | –      | –      | 5      | 1      |
| 2020/21                        | Borussia Dortmund II     | Regionalliga West | 40         | 11         | –     | –     | –              | –              | –      | –      | 40     | 11     |
| 2021/22                        | Borussia Dortmund II     | Regionalliga West | 33         | 6          | –     | –     | –              | –              | –      | –      | 33     | 6      |
| 2022/23                        | SC Paderborn 07          | 2. Bundesliga     | 17         | 0          | 2     | 1     | –              | –              | –      | –      | 19     | 1      |
| 2023/24                        | 1. FC Kaiserslautern     | 2. Bundesliga     | 28         | 2          | 5     | 3     | –              | –              | –      | –      | 33     | 5      |
| 2024/25                        | 1. FC Kaiserslautern     | 2. Bundesliga     | 9          | 1          | 1     | 0     | –              | –              | –      | –      | 10     | 1      |
| 2024/25                        | → Eintracht Braunschweig | 2. Bundesliga     | 14         | 2          | –     | –     | –              | –              | –      | –      | 14     | 2      |
| 2025/26                        | 1. FC Kaiserslautern     | 2. Bundesliga     | 1          | 0          | 0     | 0     | –              | –              | 0      | 0      | 1      | 0      |
| Carrière totaal                | Carrière totaal          | Carrière totaal   | 168        | 32         | 9     | 4     | –              | –              | –      | –      | 17     | 36     |
| Bijgewerkt tot 4 augustus 2025 |                          |                   |            |            |       |       |                |                |        |        |        |        |

- In het seizoen 2019/20 speelde Tachie een wedstrijd mee in de Mittelrheinpokal.

## Interlandloopbaan
Op 25 april 2017 speelde Tachie zijn enige interland voor Duitsland –19, in een oefenwedstrijd tegen de leeftijdsgenoten van Denemarken. Het uitduel eindigde in 2–2. Tachie viel na rust in en verving in de 46e minuut Kevin Goden. In die wedstrijd stond hij op het veld met onder anderenNico Schlotterbeck, Julius Kade, Lennart Czyborra en Aaron Opoku.
| Jeugdinterlands van Richmond Tachie voor Duitsland () | Jeugdinterlands van Richmond Tachie voor Duitsland () | Jeugdinterlands van Richmond Tachie voor Duitsland () | Jeugdinterlands van Richmond Tachie voor Duitsland () | Jeugdinterlands van Richmond Tachie voor Duitsland () | Jeugdinterlands van Richmond Tachie voor Duitsland () |
| №                                                     | Datum                                                 | Wedstrijd                                             | Uitslag                                               | Soort Wedstrijd                                       | Doelpunten                                            |
| Als speler bij Duitsland –19                          | Als speler bij Duitsland –19                          | Als speler bij Duitsland –19                          | Als speler bij Duitsland –19                          | Als speler bij Duitsland –19                          | Als speler bij Duitsland –19                          |
| ----------------------------------------------------- | ----------------------------------------------------- | ----------------------------------------------------- | ----------------------------------------------------- | ----------------------------------------------------- | ----------------------------------------------------- |
| 1.                                                    | 25 april 2018                                         | Denemarken – Duitsland                                | 2 – 2                                                 | Vriendschappelijk                                     |                                                       |
| Bijgewerkt tot 8 maart 2025                           |                                                       |                                                       |                                                       |                                                       |                                                       |

## Erelijst
| Competitie                 |                  |                  |                  |                  |
| Competitie                 | Aantal           | Jaren            |                  |                  |
| VfL Wolfsburg II           | VfL Wolfsburg II | VfL Wolfsburg II | VfL Wolfsburg II | VfL Wolfsburg II |
| -------------------------- | ---------------- | ---------------- | ---------------- | ---------------- |
| Kampioen Regionalliga Nord | 1x               | 2018/19          |                  |                  |
| Borussia Dortmund II       |                  |                  |                  |                  |
| Kampioen Regionalliga West | 1x               | 2020/21          |                  |                  |